# Spruce Pine (Alabama)
Spruce Pine – jednostka osadnicza w Stanach Zjednoczonych, w stanie Alabama, w hrabstwie Franklin.